# Archidiocèse orthodoxe albanais en Amérique

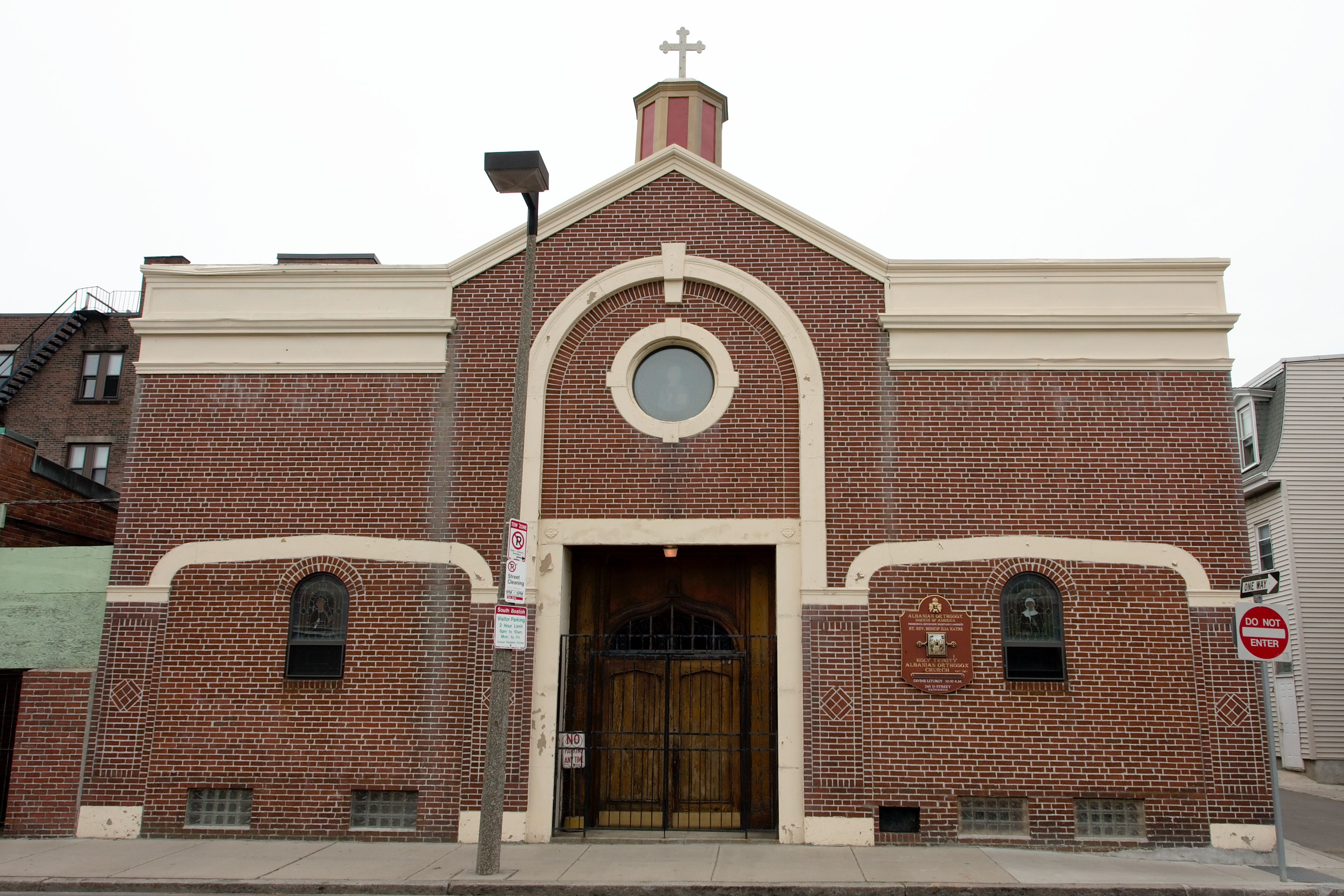
Église orthodoxe albanaise à Boston.

L'archidiocèse orthodoxe albanais en Amérique (anglais : Albanian Orthodox Archdiocese in America, albanais : Kryepeshkopata Ortodokse Shqiptare në Amerikë) est une juridiction de l'Église orthodoxe en Amérique, avec siège à Boston.
L'archidiocèse albanais de l'Église orthodoxe en Amérique compte 14 paroisses. Il n'est pas la seule juridiction orthodoxe albanaise en Amérique du Nord. Le Patriarcat œcuménique de Constantinople compte un diocèse albanais avec deux paroisses.